# Abucchi
Abucchi, auch Abuchi, Abocco oder Abucco, war ein Gold- und Silbergewicht in Pegu, Hinterindien, das im heutigen Thailand einer Verwaltungseinheit entspricht.
- 1 Abucchi = 12,5 Ticals/Tacals = 50 Mayons = 200 Toques = 196 7/16 Gramm
- 2 Abucchi = 1 Agito

Der Tical in Pegu hatte 15 ⅜ Gramm, in Siam nur 14 ½ Gramm.